# Wilhelm X Święty
Wilhelm X Święty (ur. 1099 w Tuluzie, zm. 9 kwietnia 1137), książę Akwitanii i Gaskonii, hrabia Poitiers, syn księcia Wilhelma IX Trubadura i Filipy, córki Wilhelma IV, hrabiego Tuluzy.
Urodził się w Tuluzie, podczas krótkiego panowania jego rodziców nad tym hrabstwem. Wkrótce, jeszcze w tym samym roku, książę Wilhelm IX zwrócił Tuluzę Bertrandowi i wyruszył na wyprawę krzyżową. Filipa i jej synek przenieśli się do Poitiers.
Ok. 1115 r. Wilhelm IX wziął sobie kochankę, żonę jednego ze swoich wasali, zwaną "La Dangerosa". Spowodowało to konflikt w rodzinie, bunt syna, decyzję żony o udaniu się do klasztoru (zmarła tam w 1118 r.) oraz papieską ekskomunikę. Stosunki między ojcem a synem poprawiły się dopiero w 1121 r., kiedy młodszy Wilhelm poślubił córkę La Dangerosy i jej męża, Aimery'ego I de Rochefoucauld, wicehrabiego de Châtellerault, imieniem Eleonora (ok. 1103 - marzec 1130). Wilhelm i Eleonora mieli razem syna i dwie córki:
- Eleonora (1122 - 1 kwietnia 1204), księżna Akwitanii, żona króla Francji Ludwika VII i króla Anglii Henryka II
- Petronela (ok. 1125–1153)
- Wilhelm Aigret, zmarł w wieku 4 lat

Wilhelm został księciem Akwitanii po śmierci swojego ojca w 1126 r. Podobnie jak Wilhelm IX jego następca był mecenasem trubadurów, muzyków i literatów. Sam dobrze wykształcony dbał o należytą edukację swoich córek, co było ewenementem w ówczesnej Europie, gdzie większość władców była analfabetami.
Książę był również aktywnym graczem na międzynarodowej scenie politycznej. Sprzymierzony z hrabią Andegawenii Godfrydem V brał udział w najazdach na Normandię i Francję. W polityce wewnętrznej walczył z sukcesami o koalicją wrogich mu wasali z rodów Lusignanów i Parthenay'ów. Po schizmie 1130 r. Wilhelm popierał antypapieża Anakleta II przeciwko papieżowi Innocentemu II. Czynił to wbrew stanowisku swoich biskupów. Dopiero w 1134 r., po namowach Bernarda z Clairvaux, porzucił sprawę Anakleta i przeszedł na stronę Innocentego.
W 1137 r. Wilhelm wyruszył na pielgrzymkę do Santiago de Compostela, ale zmarł w trakcie podróży (podejrzewano otrucie). Na łożu śmierci wyraził wolę, aby opiekunem jego 15-letniej córki Eleonory został król Francji Ludwik VI Gruby, który miał również znaleźć dziewczynie godnego męża. Ludwik chętnie przyjął protektorat nad Andegawenią i wydał Eleonorę za swojego syna i następcę Ludwika VII.